# Тур Ардеш (женский)
Тур Ардеш (фр. Tour de l'Ardèche) — женская шоссейная многодневная велогонка, проходящая по территории Франции с 2003 года.

## История
Гонка была создана в 2003 году по инициативе Алена Куреона, президента VCVRA (Vélo Club Vallée du Rhône Ardéchoise). Первые два года проходила в рамках национального календаря. С 2005 года проводится в рамках Женского мирового шоссейного календаря UCI.
После прекращения проведения многодневок Тур де л'Од феминин и Рут де Франс феминин в 2010 и 2016 годах соответственно, Тур Ардеш стал единственной женской многодневной гонкой международного уровня во Франции. В 2022 году во Франции появилась ещё одна аналогичная гонка — Тур де Франс Фамм.
Маршрут гонки проходит в департаменте Ардеш. Продолжительность гонки с изначальных трёх этапов постепенно увеличилась до семи этапов. Это сделало её одной из немногих женских гонок с продолжительностью более 5 этапов, как Тур Тюрингии, Рут де Франс феминин и Холланд Ледис Тур (который лишь иногда состоит 7 этапов). Их превосходит по продолжительности только Джиро д'Италия, все из которых относятся к более высокой категории.

## Призёры
| Год  | Победитель             | Второй                | Третий                 |
| ---- | ---------------------- | --------------------- | ---------------------- |
| 2003 | Эдита Пучинскайте      | Модеста Вжесняускайте | Сигрид Корнео          |
| 2004 | Элизабет Шеван-Брюнель | Беатрис Тома          | Уения Фернандеш        |
| 2005 | Эдита Пучинскайте      | Кристин Армстронг     | Дайва Тушлайте         |
| 2006 | Эдита Пучинскайте      | Татьяна Гудерцо       | Клемильда Фернандеш    |
| 2007 | Мариа Изабель Морено   | Эмма Пули             | Сюзанн Юнгског         |
| 2008 | Эмбер Небен            | Фабиана Луперини      | Кэтрин Кури            |
| 2009 | Кристин Армстронг      | Грейс Вербеке         | Элизабет Армитстед     |
| 2010 | Вики Уайтлоу           | Шэрон Лоус            | Рут Корсет             |
| 2011 | Эмма Пули              | Эшли Молман           | Кристель Феррье-Брюно  |
| 2012 | Эмма Пули              | Эшли Молман           | Тайлер Уайлз           |
| 2013 | Татьяна Антошина       | Эшли Молман           | Кэрол-Энн Канюэль      |
| 2014 | Линда Виллумсен        | Тайлер Уайлз          | Эдвиж Питель           |
| 2015 | Тайлер Уайлз           | Лорен Стивенс         | Росселла Ратто         |
| 2016 | Флавия Оливейра        | Анна Кизенхофер       | Эдвиж Питель           |
| 2017 | Люси Кеннеди           | Анна Нильссон         | Леа Томас              |
| 2018 | Катажина Невядома      | Мави Гарсия           | Эйдер Меринос Кортасар |
| 2019 | Марианна Вос           | Клара Коппенбург      | Эйдер Меринос Кортасар |
| 2020 | Лорен Стивенс          | Мави Гарсия           | Анна Кизенхофер        |
| 2021 | Леа Томас              | Мави Гарсия           | Ане Сантестебан        |
| 2022 | Антонина Нидермайер    | Лоэс Адегест          | Паула Патиньо          |
| 2023 | Марта Кавалли          | Erica Magnaldi        | Анастасия Колесава     |
| 2024 | Талита Де Йонг         | Marion Bunel          | Monica Trinca Colonel  |
| 2025 |                        |                       |                        |